# Efthimios Mitas
Efthimios Mitas (en griego: Ευθύμιος Μήτας; Atenas, 15 de mayo de 1985) es un deportista griego que compite en tiro, en la modalidad de tiro al plato.
Ganó una medalla de oro en el Campeonato Mundial de Tiro de 2023 y cuatro medallas en el Campeonato Europeo de Tiro entre los años 2012 y 2024.

## Palmarés internacional
| Campeonato Mundial | Campeonato Mundial     | Campeonato Mundial | Campeonato Mundial |
| Año                | Lugar                  | Medalla            | Prueba             |
| ------------------ | ---------------------- | ------------------ | ------------------ |
| 2023               | Bakú (Azerbaiyán)      | Medalla de oro     | Skeet              |
| Campeonato Europeo |                        |                    |                    |
| Año                | Lugar                  | Medalla            | Prueba             |
| 2012               | Lárnaca (Chipre)       | Medalla de plata   | Skeet              |
| 2014               | Sarlóspuszta (Hungría) | Medalla de plata   | Skeet              |
| 2015               | Maribor (Eslovenia)    | Medalla de plata   | Skeet              |
| 2024               | Lonato (Italia)        | Medalla de plata   | Skeet mixto        |